# Leverano
Leverano é uma comuna italiana da região da Puglia, província de Lecce, com cerca de 13.725 habitantes. Estende-se por uma área de 48 km², tendo uma densidade populacional de 286 hab/km². Faz fronteira com Arnesano, Carmiano, Copertino, Nardò, Veglie.